# Karel Dronkert
Karel Dronkert (Ermelo, 28 mei 1907 – Borculo, 23 september 1977) was een Nederlandse predikant en theoloog.

Hij behoorde tot de Gereformeerde Kerken in Nederland (in 2004 opgegaan in de Protestantse Kerk in Nederland) en kan worden gerekend tot de orthodoxe richting binnen dit kerkgenootschap.
Hij studeerde theologie aan de Vrije Universiteit Amsterdam. Vervolgens werd hij in 1937 predikant in de Zuid-Hollandse plaats Woubrugge, waaraan hij tot 1945 verbonden bleef. Daarna was hij tot aan zijn emeritaat in 1972 predikant in Leiden. Behalve het predikantschap hield hij zich ook bezig met het schrijven van allerlei theologische werken over het Oude Testament.
Op dit terrein promoveerde hij in 1953; zijn proefschrift had als titel De Molochdienst in het Oude Testament.

Zijn bekendste werk is het populairwetenschappelijke boek Gids voor het Oude Testament, waarvan het eerste deel in 1964 verscheen en de eerste volledige uitgave postuum in 1979.
Karel Dronkert overleed op zeventigjarige leeftijd in het najaar van 1977.

## Werken
Belangrijkste publicaties:
- De Molochdienst in het Oude Testament, 1953, 150 blz.
- Het mensenoffer in de oud-testamentische wereld, 1955, 191 blz.
- Het huwelijke in het Oude Testament, 1957, 112 blz.
- Gids voor het Oude Testament, vijfde druk 1992, 395 blz., Kok - Kampen, ISBN 9024222710